# ربکا سیمونسون
ربکا سیمونسون (به انگلیسی: Rebecca Simonsson) (زاده ۲۹ سپتامبر ۱۹۸۵) خواننده و مدل سوئدی است.